# Диксон, Ричард (кёрлингист)
Ри́чард Ди́ксон (англ. Richard Dickson; род. 1979) — шотландский кёрлингист.
В составе мужской сборной Шотландии участник и серебряный призёр чемпионата мира 1996.

## Достижения
- Чемпионат мира по кёрлингу среди мужчин: серебро (1996).

## Команды
| Сезон   | Четвёртый     | Третий        | Второй           | Первый          | Запасной      | Турниры            |
| ------- | ------------- | ------------- | ---------------- | --------------- | ------------- | ------------------ |
| 1983—84 | Ian Watt      | Ричард Диксон | Graham Marchbank | Lindsay Pithers |               | [ 2 ]              |
| 1995—96 | Уорвик Смит   | Дэвид Смит    | Питер Смит       | Дэвид Хэй       | Ричард Диксон | ЧМ 1996            |
| 2004—05 | Дэвид Эдвардс | Moray Combe   | Ричард Диксон    | Sandy Reid      |               | ЧШМ 2005 (9 место) |

(скипы выделены полужирным шрифтом)